# 뉴스 24 (연합뉴스TV)
《뉴스 24》는 평일 밤 11시 55분과 주말 밤 12시에 방송되는 연합뉴스TV의 심야 종합뉴스 프로그램이다.

## 경쟁 뉴스 프로그램
- KBS 뉴스 (2430) (KBS 1TV)
- MBC 뉴스 24 (MBC TV)
- SBS 나이트라인 (SBS TV)
- YTN 자정뉴스 (YTN)